# Flockton
Flockton är en by i civil parish Kirkburton, i distriktet Kirklees, i grevskapet West Yorkshire, i England. Byn är belägen 19,4 km från Leeds. Orten har 1 427 invånare (2016). Civil parish hade 1 318 invånare år 1951. Byn nämndes i Domedagsboken (Domesday Book) år 1086, och kallades då Flocheton(e).